# Sitio de Sinope
El sitio de Sinope en 1214 fue un exitoso asedio y captura de Sinope por los turcos selyúcidas bajo su sultán, Kaikaus I.
Sinope fue una importante ciudad portuaria en la costa del mar Negro de la actual Turquía, pero en ese momento en poder del Imperio de Trebisonda, uno de los estados sucesores griegos bizantinos formados después de la Cuarta Cruzada. El asedio es descrito con cierto detalle por el casi contemporáneo cronista selyúcida Ibn Bibi. El emperador trebero Alejo I dirigió un ejército para ayudarlo, pero fue derrotado y capturado, y la ciudad se rindió el 1 de noviembre.
Comenzando con Fallmerayer, los primeros investigadores utilizan para colocar la muerte de David Comneno, el hermano menor de Alejo y cofundador del Imperio de Trebisonda, durante el sitio de Sinope. La investigación moderna, sin embargo, ha demostrado que murió en el exilio como un monje en el monte Athos en 1212/1213.
La captura selyúcida de Sinope tuvo importantes consecuencias: aparte de un breve período de recuperación trebera en 1254-1265, la ciudad en adelante se mantendría en manos turcas, cortando el pequeño estado trapisondes fuera de contacto por tierra con los territorios bizantinos metropolitanos del Imperio de Nicea en Asia Menor occidental. Al mismo tiempo, la captura de su gobernante obligó a los treberos a aceptar el estatuto tributario de los selyúcidas, que duró hasta el fracaso de un asalto selyúcida sobre la misma Trebisonda en 1222/1223.  De acuerdo con el bizantinista Warren Treadgold, la pérdida de Sinope, por un lado «protegía a Trebisonda de los ataques por parte de Nicea», pero también significaba que «las pretensiones de Alejo de ser emperador bizantino sonaran vacías, y el Imperio de Trebisonda dejó de ser más de importancia local».